# آلان هامل
آلان هامل (بالإنجليزية: Alan Hamel)‏ (من مواليد 30 يونيو 1936) هو فنان ومنتج ومذيع تلفزيوني كندي. ولد هامل في تورونتو، أونتاريو، وهو يهودي. حضر برنامج الفنون التلفزيونية في جامعة رايرسون للتكنولوجيا في عام 1954 لكنه لم يتخرج.

## أعماله
شارك في استضافة المسلسل التلفزيوني الكندي للأطفال رازل دازل [الإنجليزية] (1961-1964). كسلحفاة يتحدث يدعى هوارد. في أواخر الستينيات استضاف مسابقتين تم بثهما على جميع محطات التلفزيون التي تملكها وتشغلها هيئة الإذاعة الأمريكية كما ساهم ب«حفل زفاف» (1968) ولعبة الذكرى [الإنجليزية] السنوية (1969)، حيث التقى لأول مرة بسوزان سومرز، الذي تزوج لاحقًا بها 1977. في أواخر السبعينيات، استضاف معرض ألان هامل، وهو برنامج حواري على CTV. اعتبرت مجلة بيبول أنه «مقدم برنامج حواري تلفزيوني رائد في كندا».
لسنوات عديدة في أواخر السبعينيات وأوائل الثمانينيات، كان هامل بائعًا تجاريًا، وهي سلسلة من محلات السوبرماركت الممتدة على طول البلد. قام هامل تحديداً بالإعلانات عن متاجر ألفا بيتا [الإنجليزية] في غرب الولايات المتحدة، وأيضاً آكيم ماركت [الإنجليزية] في شمال شرق الولايات المتحدة.
في نهاية المطاف أصبح هاميل منتجًا، وغالبًا ما كان يعمل في مشاريع تتعلق بزوجته. ويعمل من حين لآخر كممثل أيضًا، وفي بعض الأحيان في عروض سومرز.

## حياته الشخصية
لديه طفلان، ابنه ستيفن وابنته ليزلي، من زواجه الأول إلى مارلين هامل. والتقى بزوجته الحالية، الممثلة والمؤلفة سوزان سومرز، عاش آلان وسوزان معًا لمدة عشر سنوات تقريبًا قبل الزواج. حاخام وكاهن كاثوليكي ترأس في حفل زفافهما. آلان هو زوج أم لبروس سومرز الابن، ابن سوزان من زواج سابق  أثناء مراهقتها.

## فيلموغرافيا
- رازل دازل (1961–64)
- حفلة زفاف (1968)
- لعبة الذكرى (1969)
- مانتراب (1971-72)
- حقيبة آلان هابل الكوميدية [الإنجليزية] (1972-73)
- عرض آلان هابل (1976-80)[6]
- تاتلتليس [الإنجليزية] (1977)

## وصلات خارجية
- آلان هامل على موقع IMDb (الإنجليزية)
- آلان هامل على موقع قاعدة بيانات برودواي على الإنترنت (الإنجليزية)
- آلان هامل على موقع قاعدة بيانات الفيلم (الإنجليزية)